# Coppa Italia 2019-2020 (calcio a 5)
La Coppa Italia 2019-2020 è stata la 35ª edizione assoluta della manifestazione e la 17ª disputata con la formula final eight. La competizione si sarebbe dovuta giocare dal 26 al 29 marzo 2020 a Faenza, nel PalaCattani, ma è stata interrotta dalla pandemia di COVID-19 del 2020, annullando così l'assegnazione del titolo.

## Formula
Il torneo si svolge con gare a eliminazione diretta di sola andata. La formula prevede che nei quarti e nelle semifinali, in caso di parità dopo i tempi regolamentari, la vittoria sia determinata direttamente dai tiri di rigore. Nella finale, in caso di parità dopo 40', si svolgono due tempi supplementari di 5 minuti ciascuno. In caso di ulteriore parità al termine degli stessi, la vincitrice è determinata mediante i tiri di rigore. Il regolamento sarà definito tramite specifico comunicato ufficiale.

## Squadre qualificate
Sono iscritte d'ufficio le società classificatesi ai primi otto posti del girone di andata del campionato nazionale di Serie A. Il detentore del trofeo è l'Acqua & Sapone che è anche la squadra a essersi aggiudicata il maggiore numero di edizioni (3) tra le partecipanti. Sandro Abate e Mantova sono al debutto nella competizione.
| Gruppo A | Gruppo A       | Gruppo B | Gruppo B     |
| 1        | Italservice    | 5        | CAME Treviso |
| 2        | Acqua e Sapone | 6        | Mantova      |
| 3        | Sandro Abate   | 7        | Meta Catania |
| 4        | Real Rieti     | 8        | Feldi Eboli  |

## Fase finale

### Tabellone
|  | Quarti di finale | Quarti di finale | Quarti di finale |  |  | Semifinali | Semifinali | Semifinali |  |  | Finale | Finale | Finale |  |
|  |                  |                  |                  |  |  |            |            |            |  |  |        |        |        |  |
|  |                  |                  |                  |  |  |            |            |            |  |  |        |        |        |  |
|  |                  |                  |                  |  |  |            |            |            |  |  |        |        |        |  |
|  |                  |                  |                  |  |  |            |            |            |  |  |        |        |        |  |
|  |                  |                  |                  |  |  |            |            |            |  |  |        |        |        |  |
|  |                  |                  |                  |  |  |            |            |            |  |  |        |        |        |  |
|  |                  |                  |                  |  |  |            |            |            |  |  |        |        |        |  |
|  |                  |                  |                  |  |  |            |            |            |  |  |        |        |        |  |
|  |                  |                  |                  |  |  |            |            |            |  |  |        |        |        |  |
|  |                  |                  |                  |  |  |            |            |            |  |  |        |        |        |  |
|  |                  |                  |                  |  |  |            |            |            |  |  |        |        |        |  |
|  |                  |                  |                  |  |  |            |            |            |  |  |        |        |        |  |
|  |                  |                  |                  |  |  |            |            |            |  |  |        |        |        |  |
|  |                  |                  |                  |  |  |            |            |            |  |  |        |        |        |  |
|  |                  |                  |                  |  |  |            |            |            |  |  |        |        |        |  |
|  |                  |                  |                  |  |  |            |            |            |  |  |        |        |        |  |
|  |                  |                  |                  |  |  |            |            |            |  |  |        |        |        |  |
|  |                  |                  |                  |  |  |            |            |            |  |  |        |        |        |  |
|  |                  |                  |                  |  |  |            |            |            |  |  |        |        |        |  |
|  |                  |                  |                  |  |  |            |            |            |  |  |        |        |        |  |
|  |                  |                  |                  |  |  |            |            |            |  |  |        |        |        |  |
|  |                  |                  |                  |  |  |            |            |            |  |  |        |        |        |  |

### Quarti di finale
| Faenza 26 marzo 2020, ore 10:00 CET |  | – |  | PalaCattani |

| Faenza 26 marzo 2020, ore 12:30 CET |  | – |  | PalaCattani |

| Faenza 26 marzo 2020, ore 15:00 CET |  | – |  | PalaCattani |

| Faenza 26 marzo 2020, ore 17:30 CET |  | – |  | PalaCattani |

### Semifinali
| Faenza 28 marzo 2020, ore 16:00 CET |  | – |  | PalaCattani |

| Faenza 28 marzo 2020, ore 18:30 CET |  | – |  | PalaCattani |

### Finale
| Faenza 29 marzo 2020, ore 19:00 CEST |  | – |  | PalaCattani |